# Makkai László (történész)
Makkai László (Kolozsvár, 1914. július 10. – Budapest, 1989. december 1.) magyar történész, egyetemi tanár. 1982-től 1985-ig a Magyar Történelmi Társulat elnöke. Makkai Sándor (1890–1951) író, református püspök fia. Fia Makkai Mihály matematikus.

## Élete és munkássága

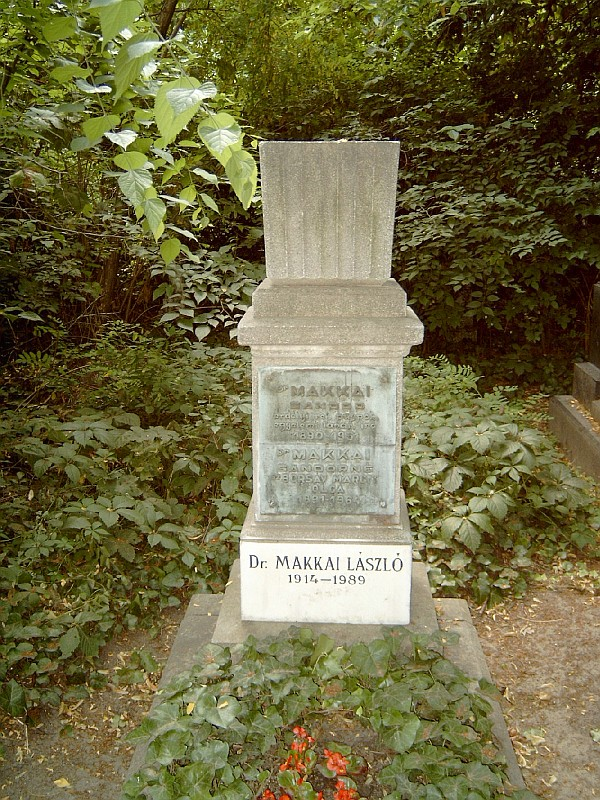
Makkai László és Makkai Sándor sírja. Kerepesi temető: 33/4-2-13

Középiskoláit 1932-ben szülővárosában, a református kollégiumban, egyetemi tanulmányait Kolozsvár után Budapesten és Bázelben végezte. 1940-től intézeti tanár volt az Erdélyi Tudományos Intézetben, 1942-től egyetemi magántanárként dolgozott Kolozsváron. 1945-től Budapesten a Teleki Pál Tudományos Intézet, majd az MTA Történettudományi Intézetének munkatársa, 1961-től főmunkatársa.
Első írása az Ifjú Erdélyben jelent meg 1930-ban. Venczel Józseffel együtt indította el a Hitel című folyóiratot 1935-ben. Fontosabb tanulmányait az Erdélyi Múzeum, a Hitel és az Erdélyi Tudományos Intézet (ETI) évkönyvei közölték, ezekben bemutatja az erdélyi román társadalomfejlődést és az erdélyi nemzetiségi viszonyok kialakulását egykorú oklevelek tükrében. Eredeti forráshasználata és történeti összehasonlító módszere, kutatói sokoldalúsága s a román történetírás alapos ismerete hozzájárul az erdélyi múlt tárgyilagos szemléletéhez. Az Erdély magyar egyeteme (Kolozsvár 1941) című kötetben a kolozsvári Ferenc József Tudományegyetem fél évszázados történetével szerepel. Ugyancsak jelentős műve a Documenta Valachorum in Hungaria historiam illustrantia (Budapest, 1941; Fekete Nagy Antallal).
1940–1944 között a kolozsvári egyetem tanára volt. A második világháború végén kénytelen volt Magyarországra menekülni, mert a román hatóságok elfogatóparancsot adtak ki ellene "háborús bűnösség" vádjával.
Gáldi Lászlóval közösen szerkesztette A románok története című kötetet; ebben négy fejezet származik tőle. Ezek: II. Az északi románság bevándorlása és megtelepülése; IX. Nemzeti megújulás a román vajdaságokban; XI. Egyesült fejedelemségek és független királyság; és XIII. A "nagy-román" kísérlet két évtizede.
Ebben a tárgykörben további jelentős munkája az Erdély története (Budapest, 1944; francia fordításban: Budapest, 1946), valamint a Magyar-román közös múlt (Budapest, 1948) című könyve, amely Miskolczy Ambrusnak az 1989-es újrakiadáshoz írott bevezetője szerint „új korszak kezdetét jelenthette volna”, de amelyről megjelenése után Robotos Imre gyalázkodó cikksorozatot közölt a Romániai Magyar Szóban.
További, több évtizedes kutatásainak eredményei beépültek a háromkötetes Erdély történetébe (Budapest, 1986), amelynek társszerkesztője is, majd az Erdély rövid története (Budapest, 1989) című műbe, ahol A rendi társadalom kialakulása (1162-1526) című fejezet szerzője.

## Főbb művei
- Két világ határán. Havasalföldi városok és kolostorok; Minerva Nyomda, Kolozsvár, 1935
- A milkói (kun) püspökség és népei; Pannonia Nyomda, Debrecen, 1936
- A románok története, különös tekintettel az erdélyi románokra; szerk. Gáldi László, Makkai László; Magyar Történelmi Társulat, 1938 (A Magyar Történelmi Társulat könyvei)
- A magyar könyvgyűjtő kézikönyve. Magyar könyvritkaságok és kézikönyvek 1888-1938. közt elért árainak jegyzéke; összeáll. Makkai László, M. Horváth Magda; OSZK, Bp., 1939 (Az Országos Széchényi Könyvtár kiadványai)
- Erdélyi városok; Officina, Bp., 1940 (Officina képeskönyvek) (angol, francia, német, olasz nyelven is)
- Tündérország. Erdély története, földje, népe; Franklin, Bp., 1940 (Magyar könyvek)
- Documenta historiam Valachorum in Hungaria illustrantia usque ad annum 1400; összeáll Lukinich Imre, Gáldi László, szerk. Fekete-Nagy Antal, Makkai László; Institutum Historiae Europae Centro-Orientalis, Bp., 1941 (Études sur l'Europe Centre-Orientale, 29.)
- Zur Geschichte der ungarländischen Rumänen bis zum Jahre 1400; Fekete-Nagy Antal, Gáldi László, Makkai László, előszó Lukinich Imre; Sárkány Nyomda, Bp., 1941 (Ostmitteleuropäische Bibliothek)
- Contributi alla storia medievale dei Rumeni di Ungheria; Fekete-Nagy Antal, Gáldi László, Makkai László, előszó Lukinich Imre; Sárkány Nyomda, Bp., 1941 (Études sur l'Europe Centre-Orientale; Ostmitteleuropäische Bibliothek)
- Balkáni és magyar elemek a magyarországi román társadalomfejlődésben; Glória Nyomda, Kolozsvár, 1941
- Die Rumänen Siebenbürgens in den ungarischen Urkunden des Mittelalters; Sárkány Ny., Bp., 1942 (Ostmitteleuropäische Bibliothek)
- Gáldi László–Makkai László: Geschichte der Rumänen; Sárkány Nyomda, Bp., 1942 (Ostmitteleuropäische Bibliothek)
- Kolozsvár. Egy magyar város ezer esztendeje; szerk. Makkai László, Vásárhelyi Z. Emil; Kolozsvár város, Kolozsvár, 1942
- Szolnok-Doboka megye magyarságának pusztulása a XVII. század elején; Minerva Nyomda, Kolozsvár, 1942
- Társadalom és nemzetiség a középkori Kolozsváron; Nagy J. Nyomda, Kolozsvár, 1943 (Kolozsvári Szemle könyvtára)
- Az erdélyi románok a középkori magyar oklevelekben; Erdélyi Múzeum-Egyesület, Kolozsvár, 1943 (Erdélyi Tudományos Füzetek 156.)
- Klausenburg. Tausend Jahre einer ungarischen Stadt; szerk. Makkai László, Vásárhelyi Emil; Danubia, Bp.–Leipzig–Milano, 1944
- Erdély története; Renaissance, Bp., 1944
- Komjáthy Miklós–Makkai László: Világtörténelem. Nagy Nagy Károlytól a francia forradalomig. A gimnáziumok 5., a líceumok és a gazdasági középiskolák 1. oszt. számára; Szikra, Bp., 1945 (Ideiglenes történelemtankönyv sorozat)
- Contributions à l'histoire des établissements danubiens; Presses universitaires de France, Paris, 1945 (Études d'histoire comparée)
- Histoire de Transylvanie; Institut Paul Teleki, Bp., 1946 (Bibliothèque de la Revue d'historie comparée)
- Kiadatlan oklevelek Kolozsvár középkori történetéhez; Erdélyi Tudományos Intézet, Kolozsvár, 1947
- Magyar–román közös múlt; Teleki Intézet, Bp., 1948 (Hazánk és a nagyvilág)
- Az Egyház a világban. A magyarországi ökumenikus egyházak bizonyságtétele az amsterdami világzsinat alkalmából; szerk. Bodonhelyi József, H. Gaudy László, Makkai László; Magyarországi Ökumenikus Bizottság, Bp., 1948
- A magyar puritánusok harca a feudalizmus ellen; Akadémiai, Bp., 1952
- I. Rákóczi György birtokainak gazdasági iratai. 1631-1648; sajtó alá rend., bev. Makkai László, szerk. Wittman Tibor; Akadémiai, Bp., 1954
- A felsőtiszavidéki parasztfelkelés 1631-1632; Művelt Nép, Bp., 1954
- A kuruc nemzeti összefogás előzményei. Népi felkelések Felső-Magyarországon 1630-32-ben; Akadémiai, Bp., 1956
- Paraszti és majorsági mezőgazdasági termelés a XVII. században; Mezőgazdasági, Bp.–Gödöllő, 1957 (Az Agrártudományi Egyetem Központi Könyvtárának kiadványai; Agrártörténeti tanulmányok)
- Történelem az általános gimnáziumok 2. oszt. számára. Középkori egyetemes történelem 1640-ig. Magyarország története 1526-ig; pedagógiai szempontból átnézte, összefoglalások Eperjessy Géza; Tankönyvkiadó, Bp., 1957 (német, román, szerb, szlovák nyelven is)
- Fejezetek a magyar mérésügy történetéből; szerk. Makkai László; Közgazdasági és Jogi, Bp., 1959
- Történelem az általános gimnáziumok 2. oszt. számára. A középkori egyetemes történelem áttekintése 1640-ig. Magyarország története 1526-ig; összefoglalások Eperjessy Géza; 3., jav. kiad.; Tankönyvkiadó, Bp., 1959
- Die Entstehung der gesellschaftlichen Basis des Absolutismus in den Ländern der österreichischen Habsburger; Akadémiai, Bp., 1960
- Olivér Cromwell beszédeiből, leveleiből; összeáll., bev., jegyz. Makkai László, ford. Böszörményi Ede; Gondolat, Bp., 1960 (Európai antológia. Angol reneszánsz és polgári forradalom)
- Árpád-kori és Anjou-kori levelek. XI-XIV. század; sajtó alá rend., vál., bev., jegyz. Makkai László, Mezey László; Gondolat, Bp., 1960 (Nemzeti könyvtár. Levelestár)
- Stefan Batory w Siedmiogrodzie; lengyelre ford. Andrzej Sieroszewski; Ksiązka i Wiedza, Warszawa, 1961 (Swiatowid)
- A termelőerők fejlődése a feudalizmus korában; Felsőoktatási Jegyzetellátó, Bp., 1963 (Történelemtanároknak)
- A magyar városfejlődés és városépítés történetének vázlata; Tankönyvkiadó, Bp., 1963 (Mérnöki Továbbképző Intézet kiadványa)
- Pest megye múltjából. Tanulmányok; szerk. Keleti Ferenc, Lakatos Ernő, Makkai László; Pest Megye Tanácsa, Bp., 1965
- Hankiss Elemér–Makkai László: Anglia az újkor küszöbén; Gondolat, Bp., 1965 (Európa nagy korszakai Angol reneszánsz és polgári forradalom)
- Jobbágytelek és parasztgazdaság az örökös jobbágyság kialakulásának korszakában. Tanulmányok Zemplén megye XVI-XVII. századi agrártörténetéből; szerk., bev. Makkai László; Akadémiai, Bp., 1966
- A tudomány forradalma Angliában; összeáll., bev., jegyz. Makkai László, ford. Kenéz Győző, Lengyel József, Makkai László; Gondolat, Bp., 1966 (Európai antológia Angol reneszánsz és polgári forradalom)
- Angliai Erzsébet; Akadémiai, Bp., 1967 (Életek és korok)
- A keresztyén egyház története Magyarországon a XVII. század végéig; Református Theológiai Akadémia, Egyháztörténeti Tanszék, Debrecen, 1972
- XVI. századi magyar református hitvallások; szerk. Makkai László; Református Theológiai Akadémia, Egyháztörténeti Tanszék, Debrecen, 1972
- A reneszánsz világa; Móra, Bp., 1974 (Képes történelem) (oroszul is)
- Makkai László–Barcza József–Csohány János: In memoriam eliberationis Verbi Divini ministrorum Hungaricorum ad triremes condemnatorum 1676. Imagines ac autographa liberatorum necnon bibliographia opusculorum contemporaneorum in regnis exteris editorum persecutionem ecclesiarum evangelicarumin Hungaria tractantium; Sectionis Typographicae Officii Synodalis Ecclesiae Reformatae in Hungaria, Bp., 1976 (Studia et acta ecclesiastica. N. S. Acta ecclesiastica)
- A magyarországi gályarab prédikátorok emlékezete. Galeria omnium sanctorum; szerk. Fabinyi Tibor, Ladányi Sándor, Makkai László; Magyar Helikon, Bp., 1976
- Bojti Veres Gáspár dicsőítő éneke Bethlen Gábor tiszteletére / Casparis Weres Boithini panegyris in laudes Gabrielis Bethlen; ford. Tóth Béla, tan. Makkai László; Hazafias Népfront Bethlen-Emlékbizottsága, Bp., 1980
- Bethlen Gábor emlékezete; vál., szerk., előszó, bev. Makkai László; Magyar Helikon, Bp., 1980 (Bibliotheca historica)
- Bethlen Gábor krónikásai. Krónikák, emlékiratok, naplók a nagy fejedelemről; összeáll., bev., jegyz. Makkai László; Gondolat, Bp., 1980
- Sellei Sarolta–Panyik István: Shakespeare Angliája; bev., idézetek vál. Makkai László; Corvina, Bp., 1982
- Vezérfonal a középkori egyház történetének tanulásához; 2. kiad.; Református Theológiai Akadémia, Debrecen, 1983
- Jan Ackersdijck magyarországi útinaplója 1823-ból (Verslag van zijn Hongaarse reis in 1823); előszó, jegyz. Makkai László, hollandról ford. Bujtás László Zsigmond; Helikon, Bp., 1987
- Az európai feudalizmus jellegzetességei; Tankönyvkiadó, Bp., 1987 (Pallasz könyvek)
- A technika századai. Válogatott tanulmányok; összeáll. Gazda István; Akadémiai, Bp., 1997